# Antanina Melnikawa
Antanina Aljaksejeuna Melnikawa (belarussisch Антаніна Аляксееўна Мельнікава; * 19. Februar 1958 in Rahatschou, Weißrussische SSR) ist eine ehemalige sowjetische Kanutin.

## Karriere
Antanina Melnikawa nahm im Einer-Kajak an den Olympischen Spielen 1980 in Moskau teil. Als Dritte ihres Vorlaufs qualifizierte sie sich in einer Laufzeit von 1:58,74 Minuten direkt für das Finale. Dieses schloss sie in 1:59,66 Minuten auf dem dritten Platz hinter Birgit Fischer aus Deutschland und der Bulgarin Wanja Geschewa auf dem dritten Platz ab, womit sie die Bronzemedaille gewann.